# 광화 (후한)
광화(光和)는 중국 후한(後漢) 영제(靈帝)의 세 번째 연호이다. 178년 3월부터 사용하여 184년 12월에 황건적의 난이 비로소 진압되자 개원할 때까지 6년 10개월 동안 사용하였다.

## 개원
희평(熹平) 7년 3월 21일(178년 4월 26일)에 연호를 광화(光和)로 개원함.

## 연대 대조표
| 광화                | 원년       | 2년        | 3년        | 4년        | 5년        | 6년        | 7년        |
| 서력                | 178년      | 179년      | 180년      | 181년      | 182년      | 183년      | 184년      |
| 육십간지 (六十干支) | 무오(戊午) | 기미(己未) | 경신(庚申) | 신유(辛酉) | 임술(壬戌) | 계해(癸亥) | 갑자(甲子) |

## 같이 보기
- 중국의 연호